# Тычкин, Александр Александрович
Александр Александрович Тычкин (род. 25 апреля 1980, Омск) — российский хоккеист, защитник.

## Биография
Сын хоккеиста и тренера Александра Тычкина. Уроженец Омска, воспитанник тольяттинского хоккея. Начинал играть в сезоне 1996/97 первой лиги за «Ладу-2». Единственный матч в составе «Лады» провёл в следующем сезоне в Кубке России. Сезон 1999/2000 отыграл за «Северсталь-2» Череповец. Следующий сезон начал в команде первой лиги «Амур-2». Проведя один матч, перешёл в клуб РХЛ СКА СПб, за который сыграл 9 матчей. Также в сезоне выступал за «СКА-2», «Спартак» СПб и «Кристалл-2» Саратов. В дальнейшем играл за команды низших лиг ХК ЦСКА (2001/02), «Витязь-2» Подольск (2001/02), «Газовик» Тюмень (2002/03), «Спартак» СПб (2003/04 — 2004/05).